# X-plod
X-plod este prima trupă românească de copii din muzica rock, dar care cântă un gen muzical aparte, constituit din fuziunea progressive-rock cu hard-rock, heavy metal, cu părți de shred și ușoare influențe pop-rock.
Componenții trupei își auto-definesc genul ca "adrenalin-rock": 
"Este, cred eu, și altfel nu pot să-l descriu, un stil menit să crească adrenalina auditoriului, să simtă fluidul care se coboară dinspre scenă, este ca o doză necesară pentru public, care, administrată zilnic, deconectează și stimulează vibrația sufletului pe coarda sensibilă a creativității și, bineînțeles, a sunetului"  Arhivat în 29 februarie 2008, la Wayback Machine., declară liderul trupei - Cristian Comaroni - despre genul abordat.

## Date importante
14 iunie 2006: apare trupa X-plod, mai întâi în componență de doi, frații Andrei & Cristian Comaroni, cântând în pauza dintre două trupe la un concert cu cap de afiș "Adi Manolovici Syndicate"
18 noiembrie 2006: sunt cooptați în formație alți doi frați, Iulian (baterie) și Florian (chitară bas) Nicolau, X-plod evoluând acum în formulă de patru
6 decembrie 2006: primul concert în formula de patru, de aici urmează o serie întreagă de concerte în cluburile bucureștene, dar și din țară (Buzău, Ploiești, Târgoviște, Cluj, Iași, Constanța etc.), precum și în săli de spectacol
28 aprilie 2007: încep înregistrările pentrul primul album
4 mai 2007: în urma unor neînțelegeri, Florian și Iulian sunt excluși din formație
19 mai 2007: sunt cooptați Mihai "Bubu" Cernea (baterie) și Mihai Cerbu (chitară bas), se reiau repetițiile
1 iunie 2007: primul concert în noua formulă, în clubul "Suburbia"
24 iunie 2007: se încheie înregistrările la primul album, în Studioul "Trooper", vor urma mixajele și masterizarea
20 august 2007: cu ocazia unui concert în "Big Mamou", acolo unde trupa debutase în formula de patru, Andrei Comaroni apare pentru prima oară cu chitara, la două piese, devenind astfel, oficial, al doilea chitarist al trupei
29 decembrie 2007: se încheie masterizarea albumului, se stabilește numele acestuia : "Noaptea Lupilor", și se intră în faza de producție, în vederea lansării din primăvara lui 2008
13 iunie 2009 : la trei ani de la apariția ei, X-plod câștigă finala națională a Metal Battle România și se califică în finala Metal Battle de la Wacken Open Air (31 iulie 2009), fiind prima trupă din România care participă în concursul din marele festival de la Wacken
14 iunie 2010 : la patru ani de la aparitie, X-plod isi schimba, din nou, componenta. La voce apare in locul lui Andrei o solista - Ioana Anuta, care a reprezentat Romania la Eurovision Junior in Ucraina, iar la chitara bas este coptat Alex Danalache, in locul lui Mihai Cerbu, care urmeaza sa se dedice in continuare exclusiv studiului chitarei clasice. Andrei Comaroni preia rolul de chitarist ritm al trupei si backing vocal. In aceasta componenta X-plod participa la o serie de concerte de club, festivaluri, dar si competitii
15 august 2010 : X-plod se califica la faza internationala a competitiei "proms Of Delight" (organizat de Imagine) urmand ca in 2011, in iulie sa reprezinte Romania in acest puternic concurs al trupelor de pretutindeni.
27 noiembrie 2010 : X-plod participa la Concursul Rock GBOB Romania (Global Battle Of The Bands), unde obtine locul al cincilea din peste 60 de trupe cate s-au inscris in faza initiala, dintre care in semifinale au fost selectate 30, iar in finala au ajuns 12. Prestatia trupei este apreciata de juriu si de cei peste 2000 de spectatori, trupa obtinand un premiu de popularitate, dar si titulatura de cea mai promitatoare trupa din concurs, acordata de un juriu international.
21 martie 2011 : X-plod intra in studio pentru inregistrarea unui nou material discografic, ce va contine 12 piese, dintre care 10 se afla in faza finala. Albumul urmeaza a fi lansat in toamna anului sub titulatura "Rock O Motor". In acelasi timp, X-plod isi continua activitatea concertistica, in cluburile principale din Bucuresti si din tara, facandu-si cunoscut noul stil abordat (alternative, post metal, cu influente de progresiv)
1-3 iulie 2011 : X-plod reprezinta Romania la concursul international al tinerelor talente "Proms Of Delight" din Belgia (Bruxelles)
20 iulie 2011 : Alex Dănălache pleacă din formație, fiind admis la School Of Art din Londra, secțiunea bass. In locul lui vine in trupă Lisarius.
20 august 2011 : X-plod se alatura LA-LA BAND, ca trupa de acompaniament, fiind aleasă de producatorii serialului "Pariu cu viata" dupa un show de la Arenele Romane.
2-4 septembrie 2011: X-plod concertează la IMAGINE FESTIVAL la Sibiu, ca invitat special al ELITE ART UNESCO
10 septembrie 2011: X-plod se alătură proiectului "Lala Band", timp de mai bine de un an de zile, pana la finele lui 2012, participand, ca trupă de acompaniament, la turneele naționale ale vocaliștilor și dansatorilor din serialul "Pariu cu Viața", promovat de Media Pro.

## Istoricul formației
Formația a fost înființată în iunie 2006 de frații Andrei și Cristian Comaroni, cei doi concertând împreună, sub titulatura X-plod. La început ca un duet: Cristian - la chitară, fiind acompaniat, la voce, de Andrei. Debutul a avut loc la unul dintre concertele lui "Adi Manolovici Syndicate", alături de trupa "R.U.S.T.", unde, cei doi puști, au cântat "TNT", celebra piesa de la "AC/DC". Spectatorii au primit cu aplauze prestația copiilor, mai ales că Andrei, solistul vocal, avea numai 7 ani la acea dată. Întrucât cei doi trebuiau să urce pe scenă într-o pauză a trupelor consacrate, și nu aveau nici un nume "de gașcă", lui Cristi i-a atras atenția faptul că Andrei - fratele mai mic - fredona refrenul de la "TNT" repetând : "Watch me explode!", în stilul lui Bon Scott. De aici i-a venit, imediat, numele trupei: 'Explode'. Care, mai apoi, s-a transformat în X-plod, construit pe jocul de cuvinte "plod" (copil) și "X" (oarecare), așadar un fel de "copil al nimănui". "Pe scenă, noi aparținem, însă, publicului, rămânem copii, dar nu dorim ca asta să ne individualizeze. Chiar ne place competiția cu adulții, ca și critica lor adresată nouă, care nu face altceva decât să ne întărească. Încă de la început am avut parte de critică, ba că Andrei e prea mic și nu are voce de rock, ba că eu improvizez prea mult, că fac solouri de chitară prea lungi etc. Dacă ar fi să-i criticăm și noi pe adulți, am avea de obiectat că stau închistați în aceleași genuri muzicale și nu schimbă nimic în rock-ul românesc..."  Arhivat în 29 februarie 2008, la Wayback Machine., avea să declare, mai apoi, Cristian.
În toamna aceluiași an, trupei i s-a adăugat încă o pereche de frați, Florian și Iulian Nicolau, la chitară bas și la baterie, iar Andrei a inceput să ia, de la fratele său, primele lecții de chitară, Cristian simțind nevoia a încă unui chitarist pe scenă. Trupa a început prin a cânta câteva cover-uri. În afară de "TNT", au abordat piese ca "Breaking The Law" (Judas Priest), "I love R'N'R" (Joan Jett), "Knocking On Heaven's Door" (varianata Guns N' Roses), "Smoke On The Water" (Deep Purple), "Cat Scratch Fever" (Ted Nugent), "Master Of Puppets" (Metallica) etc. În foarte scurt timp, datorită inspirației deosebite de care au dat dovadă frații Comaroni, cei doi au compus opt piese. Acestea au fost cântate în concertele susținute de X-plod în diferite cluburi din București și din țară, câștigând simpatia publicului, care fredona, deja, refrenele mai cunoscute ale trupei. Ineditul a atras atenția mass-media, ziarele au început să scrie despre X-plod și despre fenomenul rockului juvenil. De asemenea, posturile de televiziune au devenit interesate de prestația acestor mici muzicieni, iar Titus Munteanu de la TVR i-a invitat, în repetate rânduri, în emisiunea "Numai cu acordul minorilor", momentul constituind rampa de lansare a trupei și aducându-i notorietatea în fața publicului de vârstă școlară - și nu numai - din România.
Conform site-ului trupei, din luna mai a anului 2007, Florian și Iulian au fost excluși din formației, din motive familiale. În situația ivită, se părea că proiectul X-plod va eșua (mai ales pentru că este dificil de găsit un toboșar cu vârsta de 10-14 ani), dar s-a dovedit a fi, până la urmă, un real câștig. Cum? A fost imediat cooptat Mihai "Bubu" Cernea - un baterist senzațional (apreciat și de Mike Portnoy de la "Dream Theater", când trupa americană a "performat" în România - în 2002), cel mai bun din sfera vârstei sale, fiu al cunoscutului baterist al formațiilor "Mondial", "Sfinx" și "Sfinx Experience", Mișu Cernea și al talentatei soliste Crina Mardare. Alături de "Bubu", în echipa X-plod a venit Mihai Cerbu - un basist de excepție, ale cărui rădăcini se află în chitara clasică, pe care o studia deja de trei ani, fiind câștigător al mai multor premii naționale. Cei doi, "Bubu" și Cerbu, erau și colegi de clasă la liceul de muzică "Dinu Lipatti". În această formulă, trupa a dat mai multe concerte "de club", pentru a observa reacția publicului la noua componență. Reacția a fost una pe măsura valorii instrumentiștilor, numărul fanilor crescând de la un concert la altul, prezențele lui "Bubu" și a lui Mihai Cerbu fiind cu mult mai apreciate din punct de vedere valoric. Tandemul Cristian - "Bubu", a fost considerat de critici ca fiind unul dintre cele mai închegate și mai de viitor din rock-ul autohton, prestațiile celor doi, presărate cu momente de virtuozitate, fiind îndelung aplaudate de spectatori (vezi sectiunea "Presa scrisă" și "Video"). Tot atunci, întrucât Andrei Comaroni, vocalul, "prindea" chitara într-un ritm alert, amenințând chiar să-l ajungă din urmă pe talentatul lui frate, s-a decis ca el sa "facă" a doua chitara (ritm) în formație. Decizia a fost una de bun augur, soundul trupei ameliorându-se simțitor, căpătând doritele accente hard & heavy.
Au urmat alte apariții în presa națională cotidiană, precum și în cea de specialitate. X-plod apare și la alte posturi de televiziune, fiind prezentată în jurnalul principal de știri de la "Prima TV" (Focus), precum și într-un reportaj la "Kanal D", într-o emisiune pentru vedetele autohtone. La scurt timp, puștii sunt invitați să cânte în emisiunea "Tonomatul DP 2", foarte apreciată la acea vreme, iar X-plod atrage imediat simpatia publicului casnic, al "mămicilor" fane ale producției TV. Urmează și alte apariții televizate, iar piesele "Vis-Aviz" și "Rock Ad Hock", de pe viitorul album, sunt, pentru prima dată, difuzate la radio, în producții de gen, adresate unui public specializat. În paralel, trupa continuă să compună, consolidându-și stilul "adrenalin-rock", inducându-i noi valențe și izbutind ca-n foarte scurt timp să dețină suficient material pentru  structurarea primei apariții discografice. 
În această formulă, X-plod a concertat în numeroase cluburi bucureștene, între care "Suburbia", "The Jack", "Utopia", "La motoare", "Big Mamou" , "Blues & Heavy" etc., precum și în spectacole dedicate culturii rock, alături de trupe și nume consacrate ca: "Vița de vie", "Proconsul", "Direcția V", "Timpuri Noi", Mircea Baniciu, "Trooper", "Byron", "Urma", "Sport Sângeros III", "Dance Trauma", "Cyfer's Sin", "Alias" etc.
Tot în 2007, în vară, au început înregistrările la primul album al trupei. Tobele au fost captate la studioul "Vița de Vie" (cel mai bun, în ceea ce privește înregistrările de baterie, la acea ora, din București), iar restul, în Studioul "Trooper", artizanul acestei lucrări fiind Aurelian "Balaurul" Dincă, cunoscutul chitarist al formatiei "Trooper", din Târgoviște. În cover-ul "Master Of Puppets" (Metallica), strofa a doua este interpretată de Alin "Coiotu'" Dincă, cunoscutul solist vocal al "Trooper". Conform forumului trupei, albumul - intitulat "Noaptea Lupilor" - a fost masterizat la finele acelui an, fiind pregătit pentru lansarea din primăvara lui 2008, iar lucrul la noul album, care va fi intitulat "Rock O' Motor" a demarat, cinci piese ("Fata din stele", "Rock'O Motor", "Blues de Bulz", "Titi Nemtzu" și "No Comment") fiind compuse într-un timp record.
Din primăvara anului 2008 componența trupei se schimbă din nou, alături de frații Comaroni sosind basistul Cătălin Ungureanu (elev al cunoscutului formator de chitariști Adi Manolovici) și toboșarul Ștefan Stoian (elev la Liceul "Dinu Lipatti" din București). Aceasta este și formula în care este atacat anul 2009. După ce anul 2008 a însemnat un cumul de circa 30 de concerte în contul trupei,ca și apariția în alte emisiuni TV (Champania electorală - Antena 1; Autostrada TVR - TVR1), 2009 se anunță și mai prolific, numai în luna februarie, X-plod bifând șapte concerte!
Până în luna noiembrie se dorește încheierea muncii la cel de-al doilea album "Rock O'Motor" și scoaterea acestuia pe piața din România, pe de o parte, dar și producerea primului videoclip al trupei, pe de altă parte.
Din 30 mai 2009 trupa revine la structura precedentă - cu "Bubu" Cernea și Mihai Cerbu la baterie, respectiv bas - și atacă finala națională pentru participarea la cel mai mare festival din lume - Wacken Open Air. X-plod reușește să câștige finala națională din 13 iunie 2009, de la Sibiu, din cadrul festivalului Rockin Transilvania, și devine prima trupă din România care participă la Metal Battle WOA și prima trupă de copii din istoria de 20 de festivalului Wacken Open Air.
Din 14 iunie 2010, din formație pleacă basistul Mihai Cerbu, care este înlocuit de Alex Dănălache, iar la voce vine Ioana Anuța, fostă finalistă la Eurovision junior (a reprezentat România la finala mre din Ucraina), iar stilul trupei se modifică spre un alternative rock, cu structuri alternative metal și post metal, cu influențe indie. Trupa cunoaște o nouă ascensiune, participă la noi festivaluri în țară, la Elite Art , la Global Battle Of The Bands, dar și în străinătate, la Bruxelles, la IMAGINE by UNESCO.
2011:
- după festivalul IMAGINE din Belgia, de la Bruxelles, din 1 iulie, unde X-plod a reprezentat România, in august se anunta serialul "Pariu cu viața", produs de ProTV. Bubu Cernea a fost desemnat unul dintre actorii principali ai producției. La inceputul lui septembrie La-la Band, trupa din serial, cauta o formație de acompaniament pentru promovarea in televiziune si in showuri de club. X-plod a fost testata de producatori, intr-un show de la Arenele Romane, in care trupa i-a acompanaiat pe protagonisti. Imediat, stafful de productie a admis ca X-plod este cea mai potrivita pentru a insoti instrumental vocile celor din La-la Band.
- au urmat showuri de promovare, difuzate de TVR, ProTV, radiouri, dar si in cluburi de gen.
- in paralel, X-plod este aleasă de Cerebel (CRBL) ca trupa de acompaniament pentru filmarea videoclipului K-Boom, difuzat mai apoi de MTV, U-TV etc. Compozitia muzicala ii apartine lui Marius Moga, iar regia videocliplui, fratelui acestuia. Clipul s-a dovedit a fi un succes, fiind difuzat in regim "heavy rotation".
- X-plod a continuat si activitatea independenta, avand numeroase concerte impreuna cu vocalista Ioana Anuța, care a ajuns anul trecut pana in semifinalele concursului X-factor. Amintim ca in 2009, Ioana a reprezentat Romania la concursul Eurovision Junior din Ucraina.
- spre afarsitul lui 2011, X-plod a avut o pauza de concerte, dar a continuat activitatea componistica de studio, pregatind un nou album.
2012:
- an important pentru componenti, patru dintre ei (sectiunea instrumentală), cei care canta alaturi de La-la Band avand examene importante: Cristi, Bubu si Lisarius avand de sustinut BAC-ul, iar Andrei admiterea la liceu. Cu toate acestea, X-plod sustine concerte de club, aparitii televizate.
- un prim concert, in 12 martie, la Sala Palatului, cu La-la Band, in prezenta a 5.000 de spectatori.
- in iunie, la cererea fanilor, o serie de doua concerte cu La-la Band la Arenele Romane, pe 2 iunie cu 6.000 de spectatori si pe 3 iunie cu 4.000 de spectatori.
- Andrei da examenul de admitere si intra la Liceul Ioan Neculce, iar Cristi, Bubu si Lisarius dau Bacul si reusesc toti trei. Mai apoi, Cristi intra la Universitatea Bucuresti, Bubu si Lisarius urmand sa dea in septembrie la Conservator.
- Ioana se inscrie in concurs si pentru al doilea sezon X-factor, la care speră să ajunga in finală si chiar să câștige.
- in 11 august urmeaza la Constanta (pe stadion) un nou concert La-la Band & X-plod la care s-au vandut deja aproape 10.000 de bilete. Din septembrie 2012, X-plod participa la Turneul National "Like Lala", in aproape 20 de orase importante ale tarii.

## Membrii formației

### Componența actuală
- Ioana Anuta - voce
- Andrei Comaroni - voce, chitară ritm
- Cristian Comaroni - chitară solo
- Lisarius - chitară bas
- Mihai "Bubu" Cernea - baterie

### Foști membri
- Alex Dănălache - chitara bas
- Florian Nicolau - chitară bas
- Iulian Nicolau - baterie
- Mihai Cerbu - chitara bas
- Catalin Ungureanu - chitară bas
- Stefan Stoica - baterie

## Discografie

### Noaptea lupilor (2008)
Conținutul albumului:
1. Vis-Aviz
2. Rock-ad-Hock
3. Intermezzo (instrumental)
4. Noaptea lupilor
5. Furtuna
6. Piticul
7. Egoistul
8. Oceanul
9. Balada lui Ciprian Porumbescu (instrumental)
10. T.N.T. (cover AC/DC)
11. Master of Puppets (cover Metallica)
12. Smoke on the Water (cover Deep Purple)

## Legături extene
- Site-ul trupei Arhivat în 29 februarie 2008, la Wayback Machine.
- Forumul trupei
- X-plod la Myspace
- X-plod la Myband.ro[nefuncțională]
- X-plod la Jamwave[nefuncțională]
- X-plod la Manifest Yourself
- X-plod în Ziarele ADEVĂRUL, EVENIMENTUL ZILEI, CURENTUL, CAN-CAN etc. Arhivat în 5 martie 2016, la Wayback Machine.
- X-plod în Ziarul ZIUA Arhivat în 16 noiembrie 2016, la Wayback Machine.
- X-plod în Ziarul GARDIANUL Arhivat în 15 ianuarie 2008, la Wayback Machine.
- X-plod în Ziarul ATAC

### Video
- X-plod la TVR 1
- X-plod la TVR 1
- X-plod la Prima TV
- X-plod la Tonomatul DP2
- X-plod la Kanal D
- X-plod la Antena 1
- X-plod la TVR 1